# Pierre Levée (Yzeures-sur-Creuse)

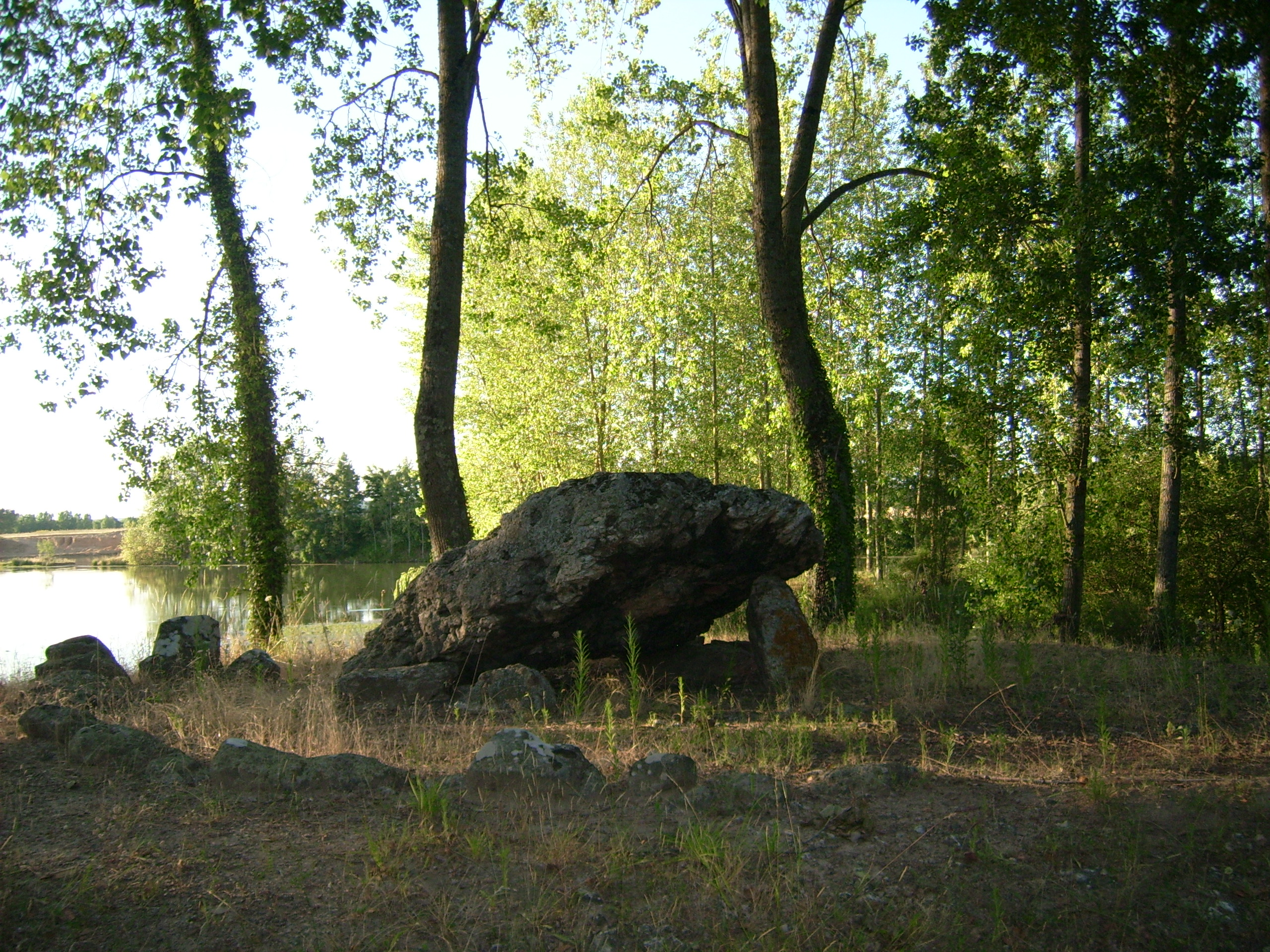
Pierre Levée bei Yzeures-sur-Creuse

Der Dolmen de la Pierre Levée (deutsch: angehobener Felsen) ist eine neolithische Megalithanlage etwa 2,5 km südwestlich der Kleinstadt Yzeures-sur-Creuse im Département Indre-et-Loire in der Touraine in Frankreich. Er ist nicht als Monument historique registriert.
Dolmen ist in Frankreich der Oberbegriff für neolithische Megalithanlagen aller Art (siehe: Französische Nomenklatur).

## Lage
Der Dolmen steht unmittelbar nördlich eines Wirtschaftswegs in einem schmalen Waldstreifen zwischen zwei voll Wasser gelaufenen ehemaligen Kiesgruben etwa 500 m westsüdwestlich des zu Yzeures-sur-Creuse gehörenden Weilers Confluent.

## Beschreibung
Die Anlage, die heute nur noch teilweise vorhanden ist, wurde zwischen 4000 und 3500 v. Chr. errichtet. Noch bis in die Mitte des 20. Jahrhunderts wurde sie als schönster Dolmen im Département Indre-et-Loire betrachtet. Der Dolmen besteht aus einer großen, nur wenig behauenen Deckplatte aus grobem Mühlensandstein („millstone grit“), Turonium-Kalkstein, Sandstein und Granit von 4,2 m Länge, 3,0 m Breite, 60–70 cm Dicke und insgesamt 23 m Umfang, die nur noch auf der Ostseite auf einem 1,40 m langen und 75 cm hohen Orthostaten aus Kalkstein aufliegt. Im Jahre 1854 lag die Deckplatte noch auf vier großen Tragsteinen, aber drei davon sind zusammengebrochen und liegen als Bruchstücke neben oder unter der Deckplatte. Bei Ausgrabungen wurden die Überreste menschlicher Skelette in der Kammer gefunden.
Bemerkenswert ist der etwa 35 m lange Halbkreis von mehr als einem Dutzend 50–60 cm hohen Steinblöcken (Peristalithen) in 3–4 m Entfernung um die Süd- und Westseite des Dolmens. Dieser Steinkreis (Cromlech), bei Wegebauarbeiten in jüngerer Zeit freigelegt, bildete einst den äußeren Rand eines verschwundenen Tumulus. Auf der nordöstlichen Seite liegt nur noch ein einzelner Block des ursprünglichen Steinrings.